# Breda M1937

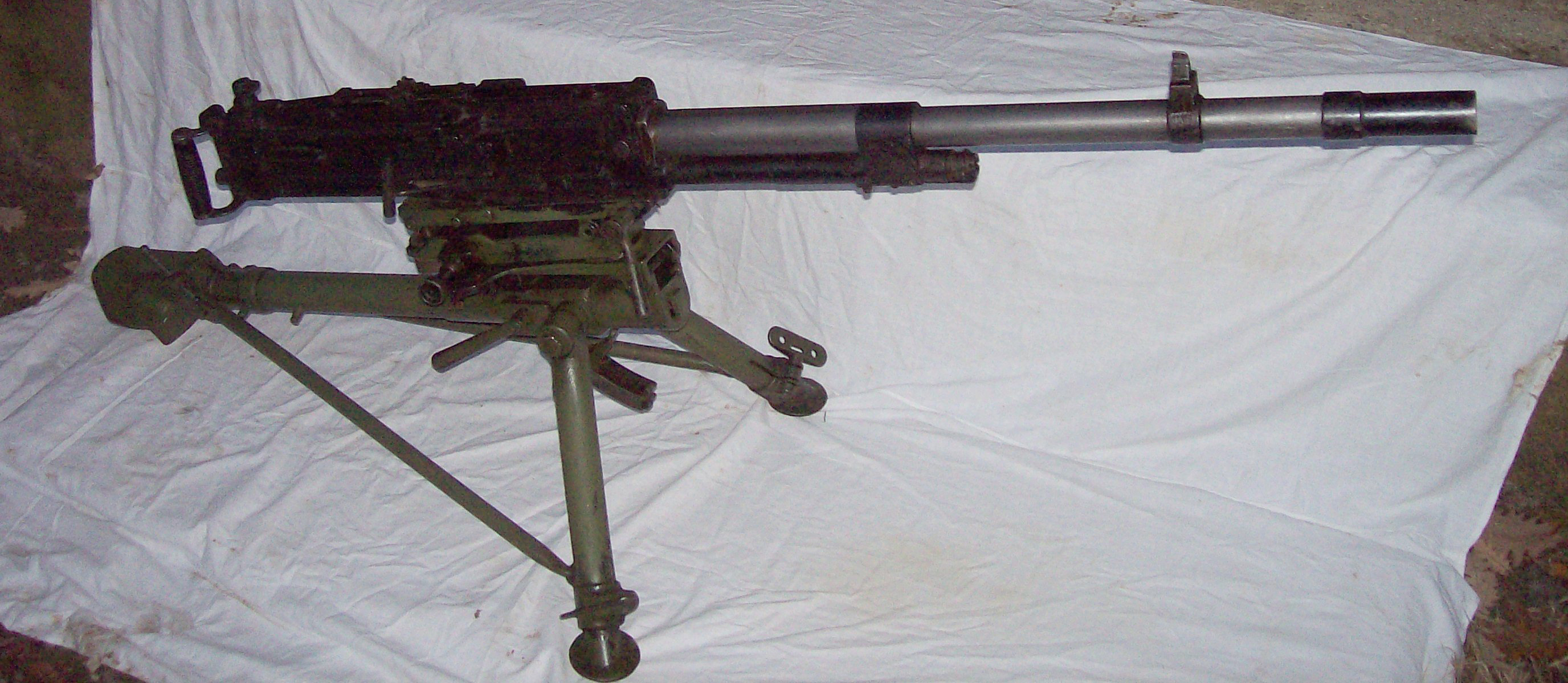
Breda M1937

Breda M1937 var en italiensk luftkyld tung kulspruta utvecklad av Breda Meccanica Bresciana 1937.
Kulsprutan hade kaliber på 8 millimeter, var 1,27 meter lång och vägde 19,5 kilo. Vapnet var bandmatat och laddades med 20-skottsband. Kulans utgångshastighet var 792 meter per sekund. Breda M1937 visade sig under andra världskriget vara ett robust och tillförlitligt vapen såväl på östfronten som under striderna i Nordafrika. En nackdel var den låga eldhastigheten, den teoretiska lång på 459 skott per minut, men låg i praktiken bara på 200 skott per minut. Ett annat problem var dess stora vikt. Redan före kriget tog man fram en nedbantad version för montering i stridsvagnar, Breda M1938, vilken redan under krigets lopp kom att ersätta Breda M1937.